# Famille von Bothmer
La famille von Bothmer, également Bothmar, est une ancienne famille noble de Basse-Saxe.

## Histoire

### Origine

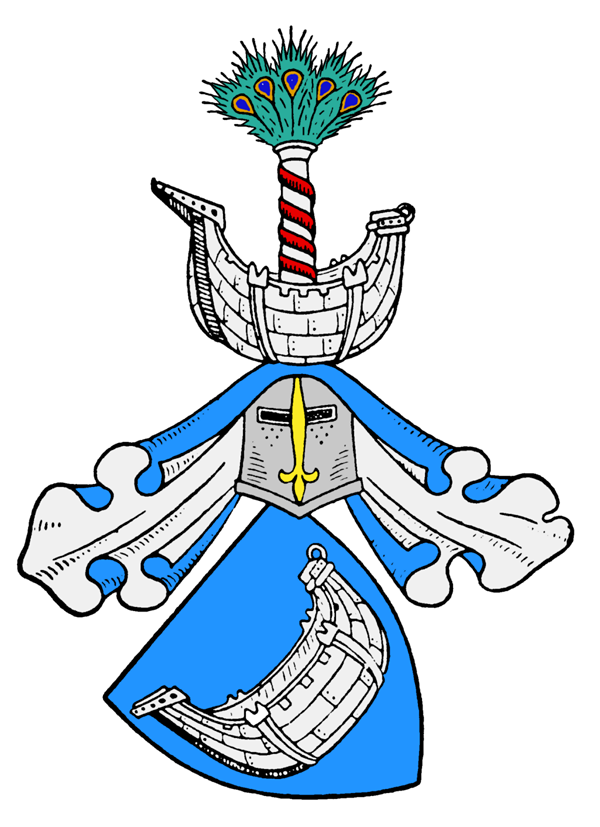
Armoiries de la famille von Bothmer

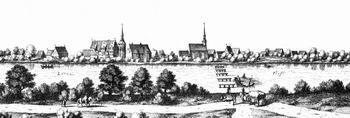
Bothmer près de Schwarmstedt, lande de Lunebourg

L'ancêtre est Gerd von Lachem (= von Lacheim). Certains de ses descendants, dont son fils aîné Ulrich (1162-1196), s'appellent Bothmer d'après le fief de Bothmer près de Schwarmstedt sur la Leine, où se trouve également l'un de leurs domaines. Ils apparaissent pour la première fois dans des documents sous leur nom actuel en 1182 avec le chevalier Ulricus de Botmerere. La lignée familiale commence avec son frère Dietrich, mentionné comme chevalier entre 1183 et 1222. Entre 1500 et 1586, la Vieille Maison est construite sur le manoir Bothmer I à Bothmer ; La tour et la Maison Neuve, aile à colombages construite en angle droit, suivirent en 1596. La tour a été modifiée plus tard et l'aile la plus ancienne n'existe plus aujourd'hui. Au fil des siècles, les manoirs suivants appartenant à la famille von Bothmer sont créés par héritage :
- le manoir Bothmer I – von Bothmer
- le manoir de Bothmer II (Rolefshof) – Barons de Bothmer
- le domaine de Bothmer IV (Communongut) – Comtes de Bothmer

### Lignées

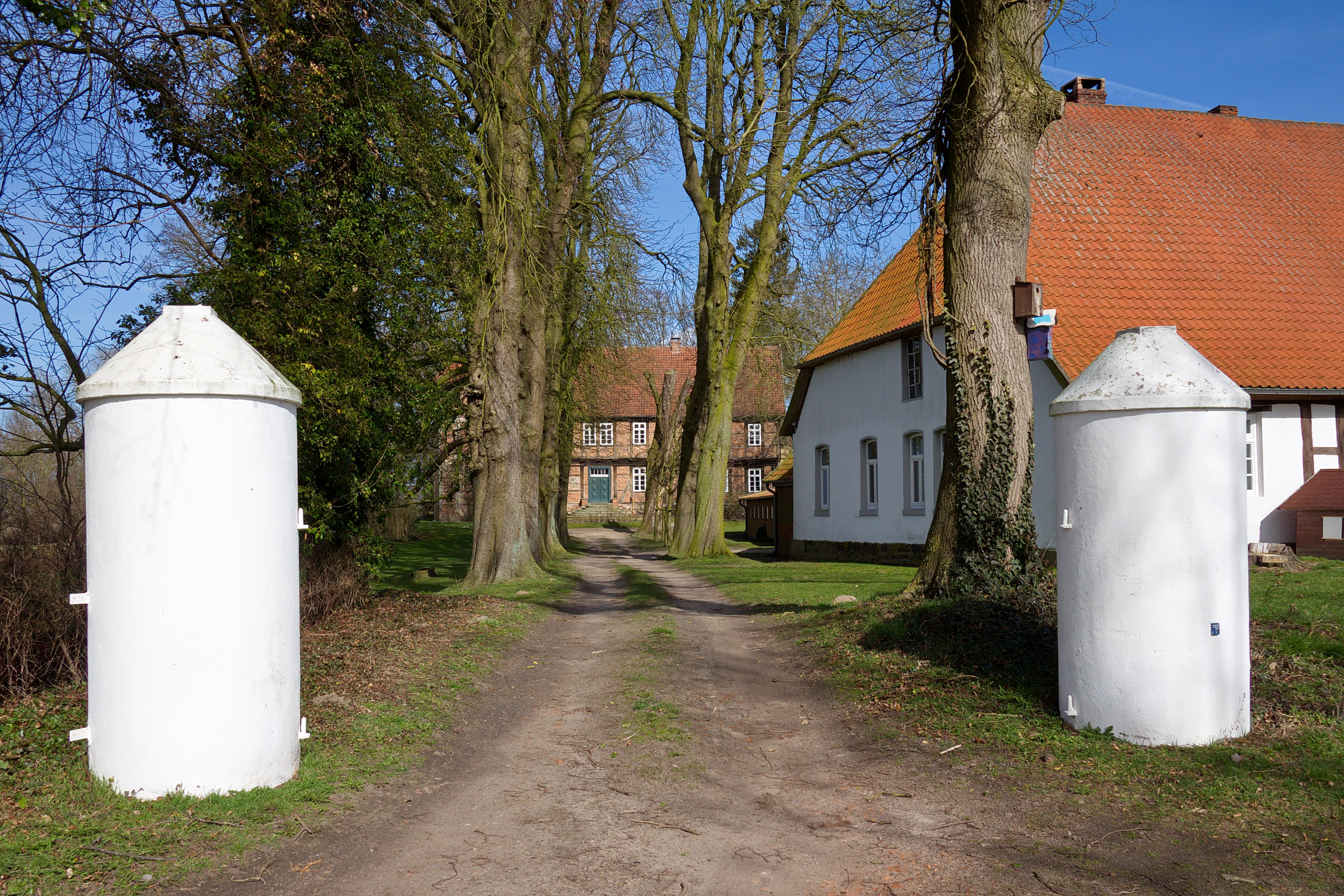
Manoir de Bothmer I

Déjà au XIIIe siècle, deux lignées émergent : les Drakenburg comme lignée la plus ancienne, les Gilten comme lignée la plus jeune. À Bothmer, près de Schwarmstedt, il existe différents domaines et fermes pour les deux lignées. Au fil du temps, la lignée la plus âgée acquit des possessions à Drakenburg et détient jusqu'à ce jour (dans la branche comtale) les domaines de Bothmer IV et de Lauenbrück (de) (arrondissement de Rotenburg (Wümme)) ainsi que le domaine de Schwegerhoff à Ostercappeln, tandis que le château de Bothmer (de) à Klütz est exproprié à la 1ère maison de la branche comtale en 1945 ; La branche autrefois basée à Landesbergen possède une ferme à Hetendorf, une branche baronniale de Bothmer II possède le domaine de Bennemühlen et, jusqu'en 1945, également le domaine de Zürkvitz à Rügen. La lignée cadette est basée à Bothmer I et au domaine d'Oppershausen près de Wienhausen et, par mariage, est également venue à Bade, au domaine de Rickelshausen près de Radolfzell. Jusqu'en 1945, Falkenberg dans la Nouvelle-Marche appartient également à une branche de la famille. Une association de genre pour toute la famille est déjà établie au début du XIXe siècle

### Fidéicommis de Bothmer-Bülow

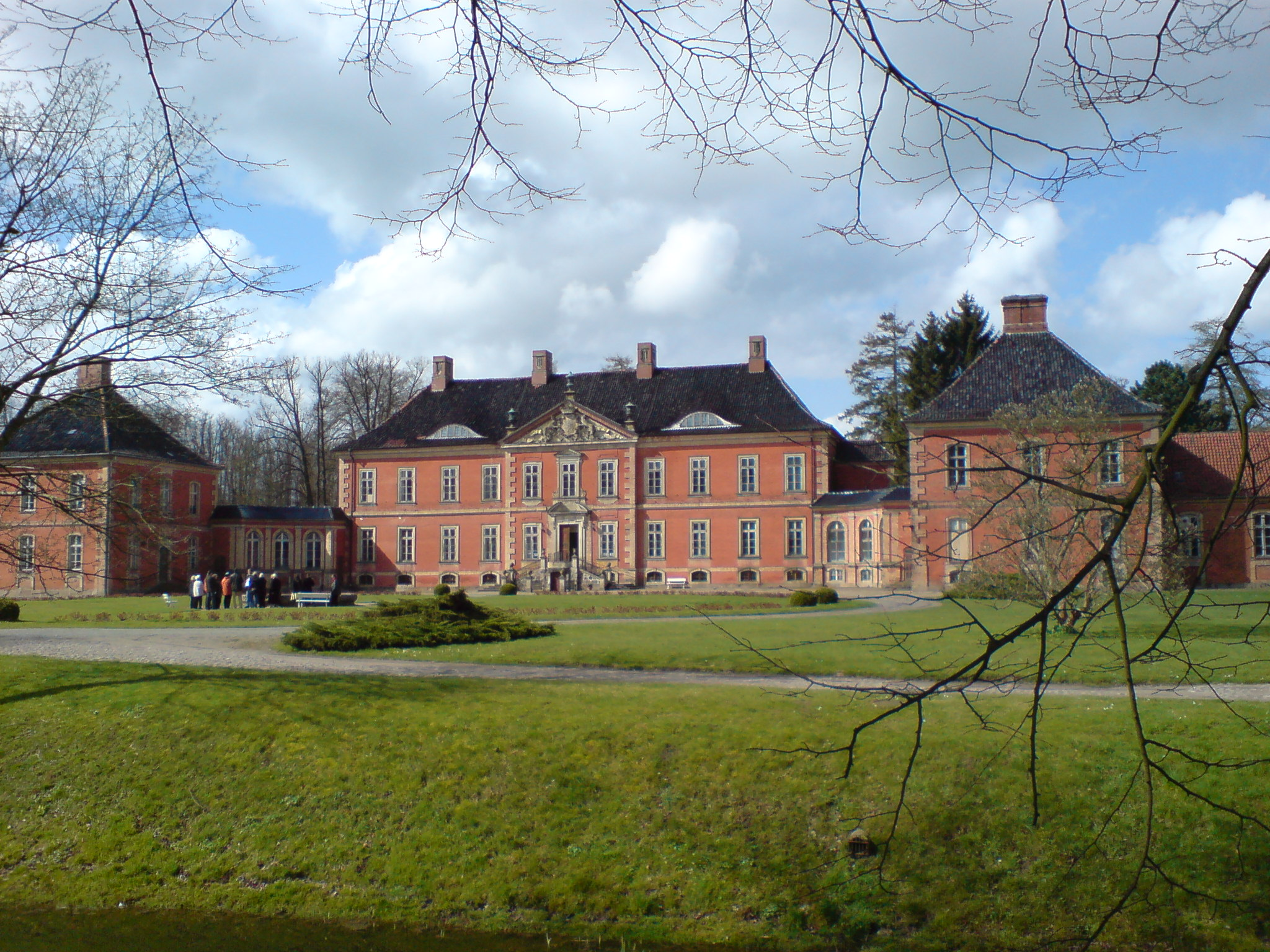
à Klütz, Mecklembourg

Le ministre de l'électorat de Hanovre Jean-Gaspard de Bothmer, baron von Bothmer de la maison de Lauenbrück, élevé au rang de comte impérial en 1713, établit un fidéicommis à partir des domaines qu'il a achetés dans le coin de Klütz (de), qui doit être hérité en tant que majorat, dont le siège devient le château de Bothmer (de), construit entre 1726 et 1732. Le premier seigneur du majorat est son neveu Hans Caspar Gottfried von Bothmer (1695–1765). Grâce à son mariage avec Christine Margarethe von Bülow (1708–1786) et à l'héritage de celle-ci, le fidéicommis s'accroît à nouveau. Le comté comprend finalement 10 domaines d'une superficie totale de près de 8 000 hectares et reste en existence jusqu'après la Première Guerre mondiale. Il s'agit notamment de :
- Bothmer (de) avec les localités de Bahlen, Hofzumfelde et Nieder Klütz
- Arpshagen avec les localités de Flecken Klütz, Ober Klütz et Hohen Schönberg
- Ruisseau
- Christinenfeld
- Elmenhorst (Kalkhorst)
- Goldbeck
- Grundshagen
- Parin (Bülowsches Erbe) avec les localités de Rolofshagen, Moor, Küssow et Gutow
- Steinbeck
- Tarnewitzerhagen

## Armoiries

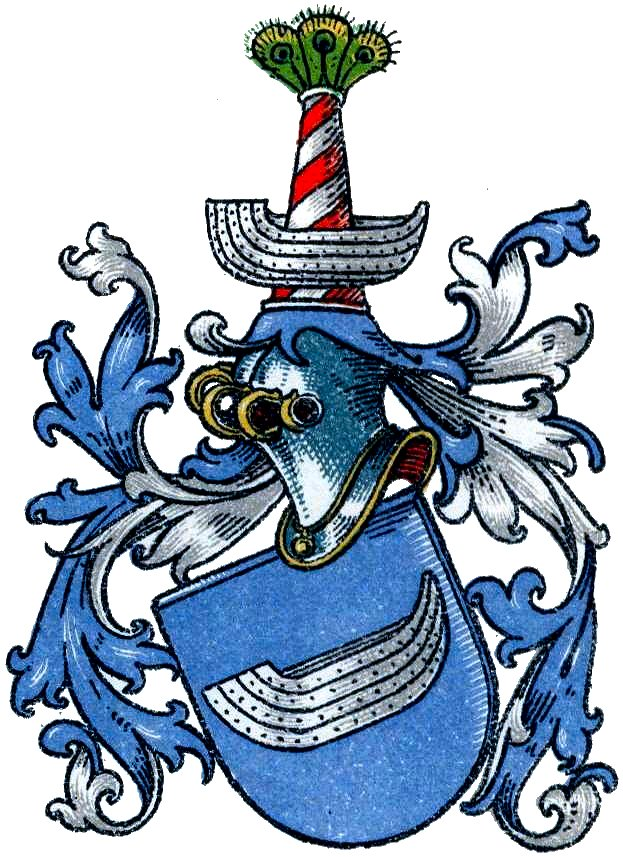
Armoiries de la famille von Bothmer près de Spießen
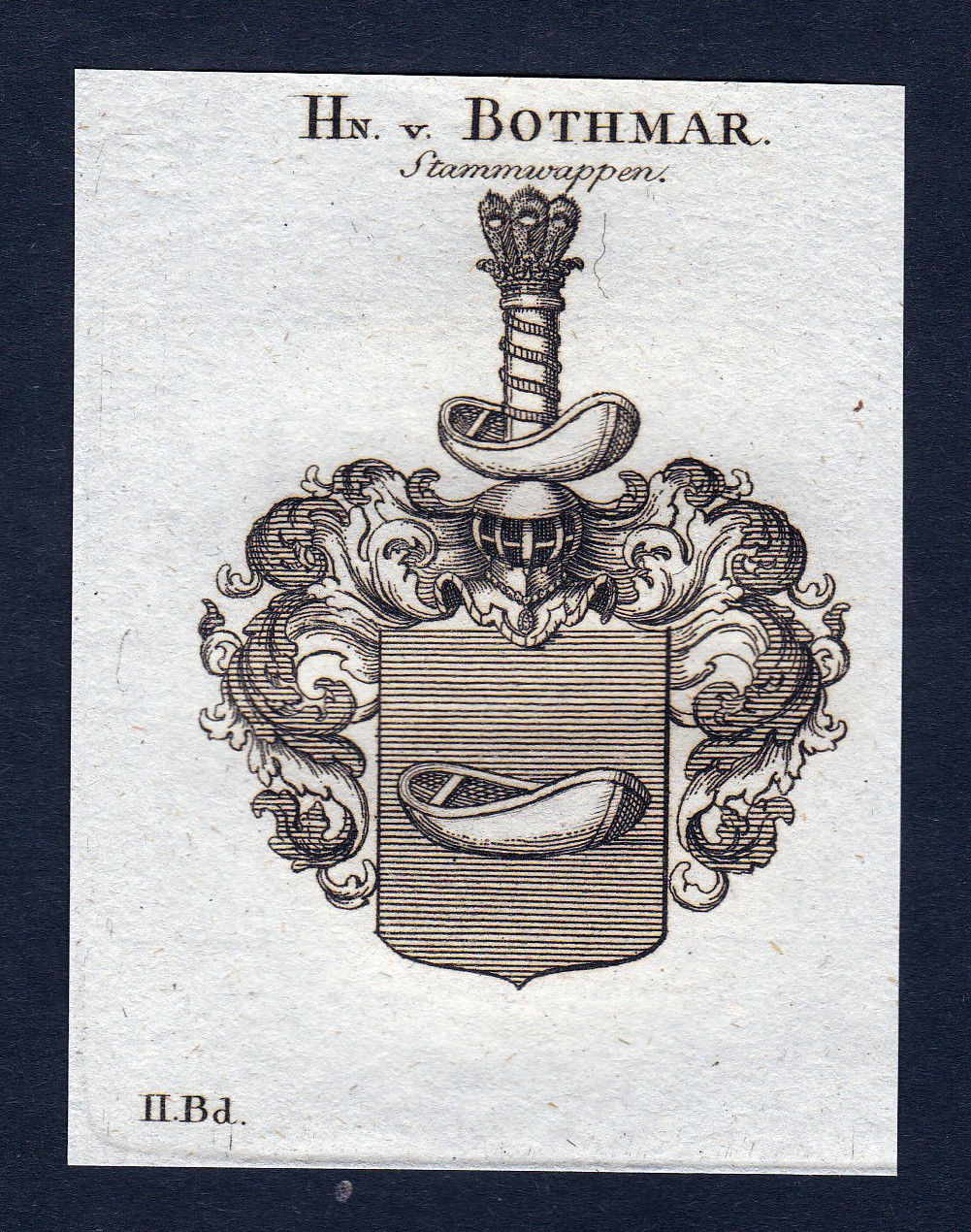
Armoiries de la famille von Bothmer
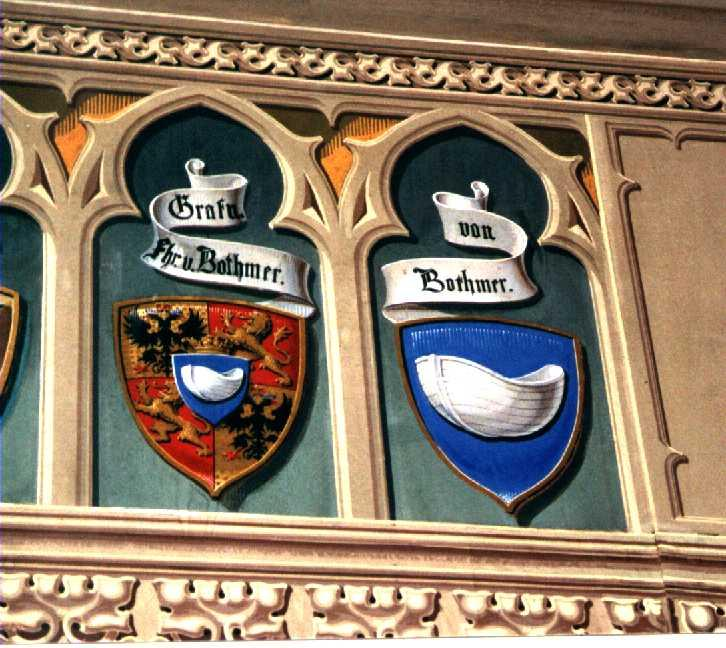
Les deux blasons dans la salle de la chevalerie de Celle (de)
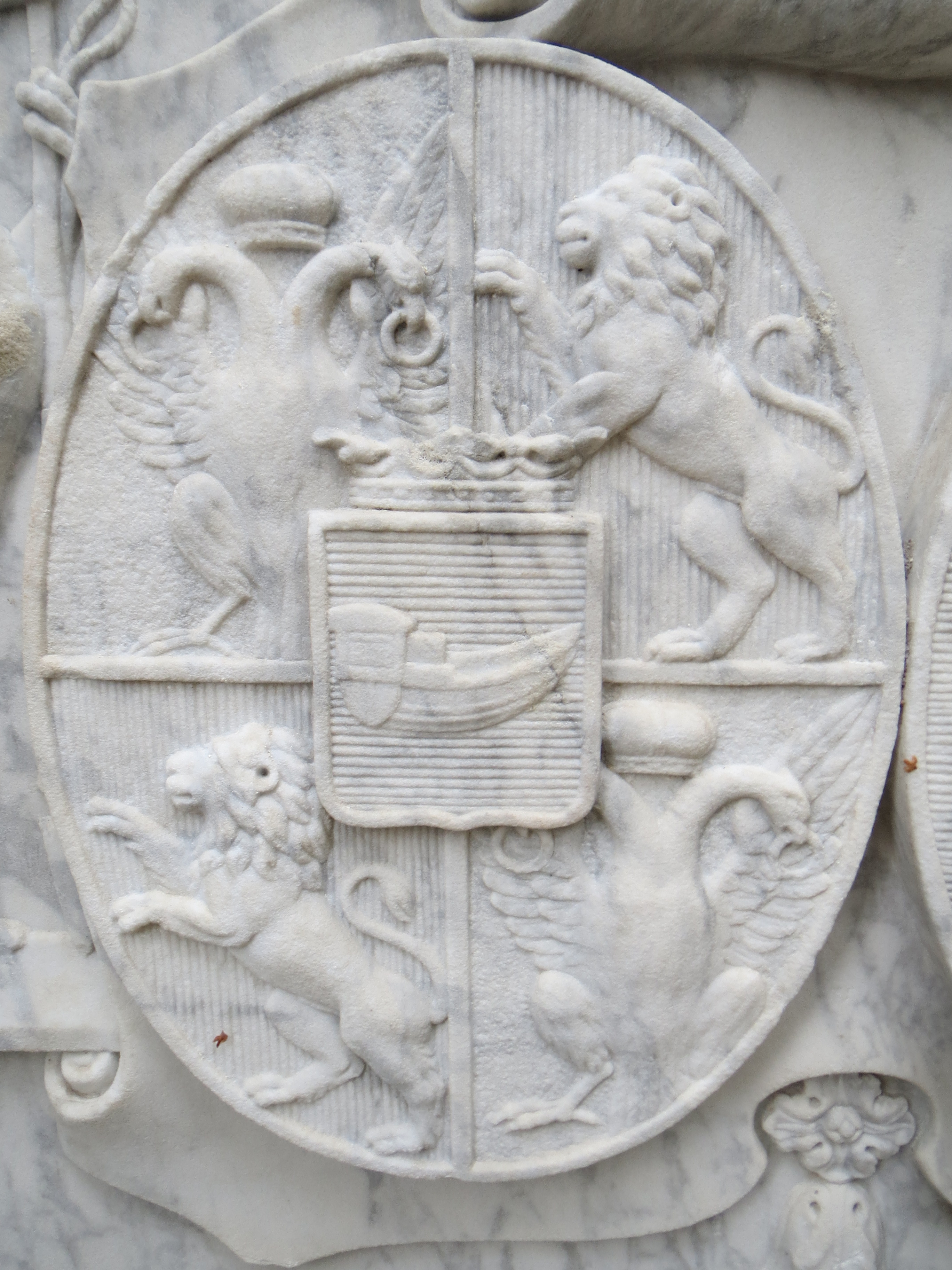
Armoiries du comte impérial (lieu de sépulture Neuer Friedhof Klütz)

Les armoiries de la famille représentent un bateau argenté en bleu ; sur le casque aux couvertures bleues et argentées se trouve la barque, dans laquelle se dresse une colonne argentée décorée de 5 plumes de paon naturelles et enveloppée 4 fois d'un ruban rouge.

## Personnalités

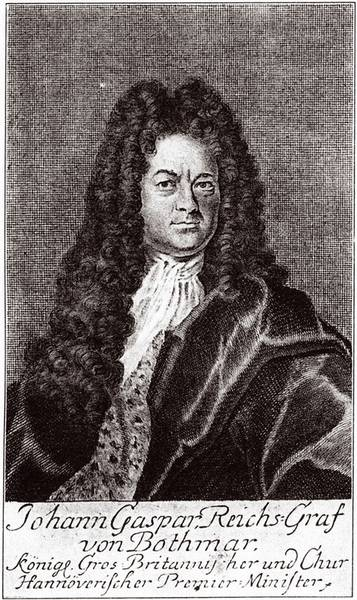
Jean-Gaspard de Bothmer (1656–1732), ministre hanovrien

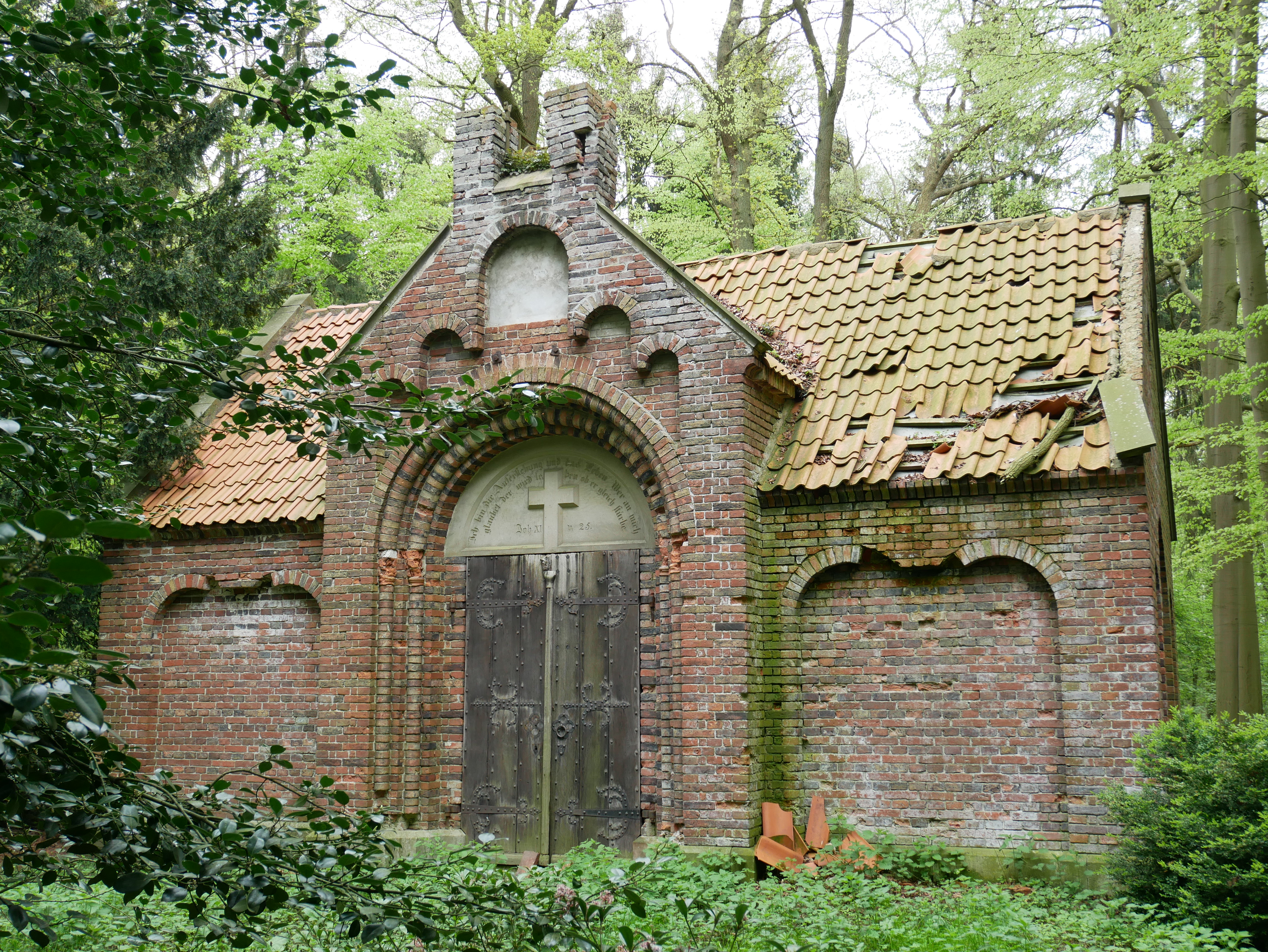
Chapelle funéraire de la famille von Bothmer, Bennemühlen (Wedemark)

- Alexander von Bothmer (1780-1840), major général hanovrien.
- Alfred von Bothmer (de) (1815-1892), lieutenant-général prussien.
- Arpád von Bothmer (de) (1858-1938), K.u.K. Feldmarschall-Leutnant, père de Karl von Bothmer (de)
- August Friedrich von Bothmer (mort en 1743), major général de l'Électorat de Brunswick-Lunebourg.
- August von Bothmer (mort en 1886), sénéchal hanovrien
- Bernhard von Bothmer (1783-1868), lieutenant-général hanovrien.
- Bernhard Wilhelm von Bothmer (1912-1993), égyptologue germano-américain.
- Brun von Bothmer, militaire. En tant que capitaine de campagne du Brunswick, une contribution décisive à l'issue de la bataille de Drakenburg (de) le 23 mai 1547. Connaissant le terrain depuis son enfance, il propose un mouvement en tenaille avec une deuxième attaque dans le dos de l'ennemi. Pour ce faire, il dirige environ 1000 Croqueurs à cheval avec quelques canons de petit calibre qui s'approchent de l'ennemi en se cachant. La bataille se situe chronologiquement à la fin de la guerre de Smalkalde (1546/47) et marque une défaite de l'armée impériale face aux protestants. Brun s'est déjà rendu célèbre en 1522 en tant que commandant de la querelle collégiale d'Hildesheim (de).
- Conrad von Bothmer (1548-1617), abbé. Il étudie à partir de 1570 la théologie, le droit et l'histoire à Wittemberg et approfondit ses études de droit pendant deux semestres à Cologne en 1574. De 1567 à 1570, il a auparavant été novice au monastère. Il vit ensuite à Bothmer et entra en 1577 au couvent Saint-Michel de Lunebourg. En 1586, il est élu par le couvent comme troisième abbé luthérien de ce monastère.
- Dietrich von Bothmer (1918-2009), archéologue classique germano-américain, professeur à l'Institute of Fine Arts de l'Université de New York, chef de département au Metropolitan Museum of Art New York
- Dorothea von Bothmer (1579-1655), 2e épouse de Statius von Münchhausen (de), châtelaine du château de Bevern (de) dans la région de la Weser jusqu'en 1652. Inhumée dans la chapelle de Bevern.
- Eberhard von Bothmer (de) (1562-1645), sénéchal.
- Eduard von Bothmer (1811-1889), lieutenant-général prussien.
- Eleonore von Bothmer (1800-1838), première épouse de Fiodor Tiouttchev
- Emily von Bothmer, née Jochmus (1833-1911), dame d'État à la cour du grand-duché de Saxe-Weimar-Eisenach
- Ernst von Bothmer (1770-1849), major général hanovrien
- Ernst von Bothmer (de) (1841-1906), diplomate allemand
- Felix von Bothmer (1852-1937), colonel général bavarois.
- Ferdinand von Bothmer (de) (1758-1826), capitaine en chef hanovrien
- Friedrich von Bothmer (de) (1796-1861), juge allemand et ministre du royaume de Hanovre
- Friedrich von Bothmer (de) (1805-1886), général d'infanterie bavarois
- Friedrich von Bothmer (de) (1807-1877), député du Reichstag
- Friedrich Johann von Bothmer (1658-1729), lieutenant-général de l'électorat de Brunswick-Lunebourg
- Fritz von Bothmer (de) (1883-1941), pédagogue sportif allemand.
- Georg Christian von Bothmer (de) (1695-1766), juge de cour, Landrentmeister et administrateur de la région de Calenberg
- Georg Ludwig von Bothmer (1733-1804), major général de l'électorat de Brunswick-Lunebourg
- Jean-Gaspard de Bothmer (1656-1732), diplomate et ministre
- Hans Caspar Gottfried von Bothmer (1695-1765), bailli danois, 2e majorat de Bothmer
- Hans-Cord von Bothmer (de) (1936-2021), homme politique allemand (CDU), député du Landtag de Basse-Saxe
- Hans-Dietrich von Bothmer (de) (1941-2017), diplomate allemand
- Hippolyt von Bothmer (de) (1812-1891), officier et diplomate bavarois
- Ivo von Bothmer (de) (1881-1940), chevalier propriétaire, député du parlement provincial de Poméranie (de) et membre du Conseil d'État prussien (DNVP).
- Johann von Bothmer (mort en 1586), gouverneur de la principauté épiscopale de Hildesheim et bailli épiscopal dans le bureau de Steuerwald (de)[4]
- Johann von Bothmer (1536/37-1592), chanoine de Magdebourg et ancien du chapitre de la cathédrale, donateur[5].
- Karl von Bothmer (de) (Karl Heinrich Ernst Friedrich Graf von Bothmer, Carl Graf von Bothmer ; 1770-1845), aristocrate, chambellan et ambassadeur
- Karl von Bothmer (de) (1799-1852), juriste et député du parlement de Francfort
- Karl von Bothmer (de) (1880-1947), officier d'état-major allemand
- Karl von Bothmer (de) (1881-1947), publiciste allemand
- Karl von Bothmer (de) (1891-1971), consul général de Hongrie
- Ludwig von Bothmer (de) (1817-1873), lieutenant-général prussien et gouverneur de Cologne.
- Maximilian von Bothmer (de) (1816-1878), lieutenant-général bavarois, intendant général et membre du Conseil d'Empire de Bavière (de).
- Michael von Bothmer (né en 1959), compositeur et producteur de musique allemand[6].
- Otto von Bothmer (de) (1865-1918), huitième majorat de Bothmer, député du Reichstag
- Peter Christian von Bothmer (né en 1941), général de brigade allemand
- Richard von Bothmer (1890-1945), major général allemand.
- Robert von Bothmer (1842-1916), chambellan et major général bavarois.
- Rudolf von Bothmer (mort en 1856), bailli hanovrien
- Stephan von Bothmer (de) (né en 1971), pianiste et compositeur allemand, notamment pour des musiques de films muets.
- Ulrich von Bothmer (1889-1968), chef général du travail dans le Reichsarbeitsdienst (RAD), homme politique SRP
- Wilhelm von Bothmer (1839-1913), général de cavalerie autrichien